# Льетер, Ноэль
Ноэ́ль Льете́р (фр. Noël Liétaer, 17 ноября 1908, Невиль-ан-Феррен — 21 февраля 1941, Росток, Мекленбург) — французский футболист, игравший на позициях защитника и полузащитника. Игрок сборной Франции, участник чемпионата мира—1934.

## Карьера

### Клубная
Ноэль Льетер начал играть в футбол в клубе «Туркуэн». В 1932 году перешёл в «Эксельсиор», в составе которого стал обладателем кубка Франции 1932/33, а также принимал участие в первом чемпионате страны. Льетер выступал за «Эксельсиор» до 1939 года.

### В сборной
В 1933—1934 годах полузащитник играл за сборную Франции. Дебютировал в команде 25 мая 1933 года в товарищеском матче с Уэльсом.
Сыграл в матче против Австрии — единственном для французов на чемпионате мира—1934
.
В последний раз выступал за сборную 16 декабря 1934 года в товарищеской встрече с командой Югославии
.
| Матчи Льетера за сборную Франции | Матчи Льетера за сборную Франции | Матчи Льетера за сборную Франции | Матчи Льетера за сборную Франции | Матчи Льетера за сборную Франции | Матчи Льетера за сборную Франции | Матчи Льетера за сборную Франции |
| -------------------------------- | -------------------------------- | -------------------------------- | -------------------------------- | -------------------------------- | -------------------------------- | -------------------------------- |
| №                                | Дата                             | Оппонент                         | Счёт                             | Голы Льетера                     | Соревнование                     |                                  |
| 1                                | 25 мая 1933                      | Уэльс                            | 1:1                              | -                                | Товарищеский матч                |                                  |
| 2                                | 11 марта 1934                    | Швейцария                        | 0:1                              | -                                | Товарищеский матч                |                                  |
| 3                                | 25 марта 1934                    | Чехословакия                     | 1:2                              | -                                | Товарищеский матч                |                                  |
| 4                                | 15 апреля 1934                   | Люксембург                       | 6:1                              | -                                | Отборочный матч ЧМ—1934          |                                  |
| 5                                | 10 мая 1934                      | Нидерланды                       | 5:4                              | -                                | Товарищеский матч                |                                  |
| 6                                | 27 мая 1934                      | Австрия                          | 2:3                              | -                                | ЧМ—1934                          |                                  |
| 7                                | 16 декабря 1934                  | Югославия                        | 3:2                              | -                                | Товарищеский матч                |                                  |

Итого: 7 матчей; 3 победы, 1 ничья, 3 поражения.

## После окончания карьеры
Во время Второй мировой войны Ноэль Льетер был военнослужащим 100-го пехотного полка. Умер в Ростоке 21 февраля 1941 года в результате болезни
.

## Достижения
- Обладатель кубка Франции (1): 1932/33